# Intel 740

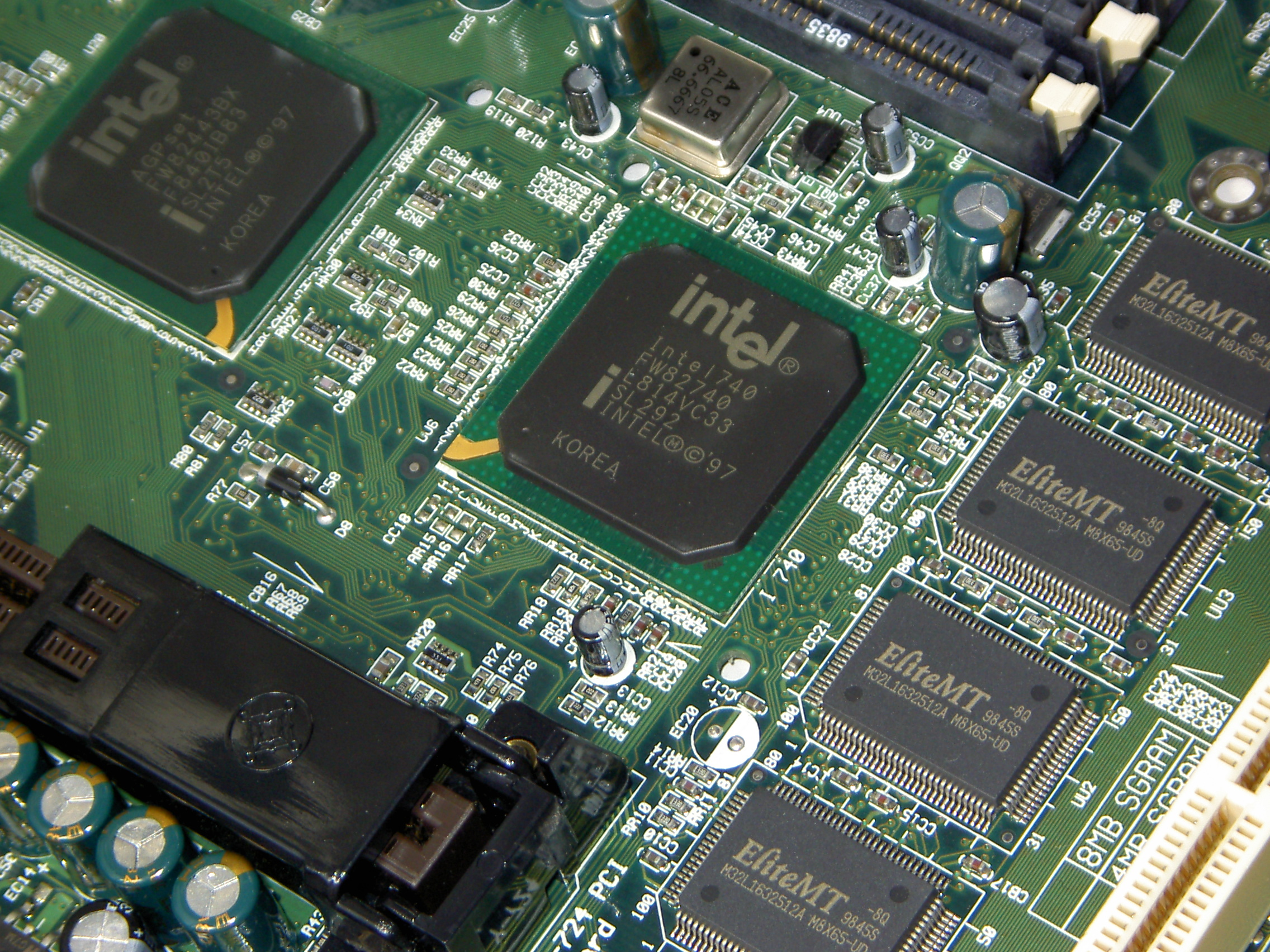
Akcelerator graficzny Intel i740

Intel740 znany również jako i740 (nazwa kodowa Auburn) – akcelerator graficzny wykorzystujący magistralę AGP, stworzony na bazie doświadczeń firm Chips and Technologies (część 2D) oraz Real3D (część 3D), wykupionych przez Intela. Technologia ta była pierwszym wejściem Intela na pole akcelerowanych układów 3D, a jej głównym zadaniem była popularyzacja standardu AGP.
Układ został wprowadzony do sprzedaży w lutym 1998 r. Przeprowadzone testy wykazały jego liczne słabości na tle konkurencji (3dfx Voodoo 2, Nvidia Riva 128 i Riva TNT).
Układ został wykonany w technologii 350 nm i składa się z ok. 3,5 mln tranzystorów. Wykorzystuje magistralę AGP x2 oraz od 4 do 8 MB pamięci SGRAM lub SDRAM. Rdzeń układu pracuje z zegarem 66 MHz, pamięć 100 MHz. Magistrala ma szerokość 64 bitów. Pobór mocy wynosi ok. 6 W. Układ wspiera DirectX 5.0, OpenGL 1.1 oraz kodowanie MPEG-2 (DVD).
Od oficjalnego startu i740 w późnych latach 90. XX wieku, ATI oraz nVidia zdominowały przemysł wydajnych kart graficznych 3D. Późniejsze części graficzne Intel GMA były sprzedawane jako zintegrowane rozwiązania dla płyt głównych. Były to zazwyczaj niskobudżetowe produkty stworzone tak, aby użytkownicy mieli dostęp do 3D, lecz niekoniecznie do wytężonego grania. Technologia GMA Intela bazowała na oryginalnym projekcie i740; miała ona więcej możliwości i lepszą wydajność.
W okresie późniejszym Intel pracował nad nowymi seriami kart graficznych o nazwie kodowej Larrabee.